# Editors
Editors — англійський рок-гурт, створений у 2002 році у Бірмінгемі. Дискографія гурту налічує 6 студійних платівок, дві із яких стали платиновими, із загальним тиражем у декілька мільйонів копій. Дебютний альбом «The Back Room», представлений у 2005 році, було номіновано на Mercury Prize.
Наступний альбом «An End Has a Start» досяг найвищої позиції у британському чарті у червні 2007 року, а гурт отримав номінацію на Brit Awards у категорії «Найкращий британський гурт». Третій альбом «In This Light and on This Evening» гурт презентував у жовтні 2009 року і платівка одразу очолила британський чарт. Ще три альбоми — «The Weight of Your Love», «In Dream» та «Violence»  — гурт представив у червні 2013 року, жовтні 2015 року та березні 2018 року відповідно.
Разом із позитивними оцінками критиків і комерційним успіхом, Editors постійно відіграють аншлагові концерти у турне та виступають хедлайнерами різноманітних музичних фестивалів. Їхнє фірмове звучання часто порівнюють із роботами таких гуртів як «Echo & the Bunnymen», «Joy Division», «Interpol», «The Chameleons» і «U2».

## Історія гурту

### Формування (2002—2004)
Учасники гурту познайомились під час навчання у Стаффордширському університеті, проте проживали і починали грати у Бірмінгемі. Том Сміт під час інтерв'ю у 2005 році зазначив:
|  | Бірмінгем дуже важливий для нас. Там ми жили у період формування гурту, давали перші концерти і отримали пропозицію запису. Незважаючи на те, що лише один із нас провів там дитинство, Бірмінгем став рідним домом для гурту. Оригінальний текст (англ.) Birmingham is very important. Looking back further it was where we all lived together in the early years, played all those flapper and jug of ale shows, and then got our record deal. We've always said although only one of us was brought up there, Birmingham was the band's home. |

На початку існування гурт називався Pilot і перший концерт у 2002 році музиканти відіграли саме під такою назвою. Для просування музиканти розклеїли сотні наліпок на стінах Стеффорду із питанням «Хто такий Pilot». Хоча, як виявилось, гурт із такою назвою вже існував, тому музиканти змінили назву на The Pride. Саме під назвою The Pride було представлено композиції «Come Share the View» і «Forest Fire». Музиканти завантажили пісні в інтернет і зробили їх доступними на вебсайті BBC Radio 1 Onemusic Unsigned.
У цей час Ед Лей заміняє Джерейнта Оуена на ударних, оскільки той починає фокусувати свою увагу на власному гурті «The Heights». У такому складі музиканти знову змінюють назву на «Snowfield». Дебютний концерт як Snowfield гурт відіграв у березні 2003 році на запрошення журналу «Fused Magazine». Влітку 2003 року гурт представив демо-запис міні-альбому із 6 композицій, кожна із яких у майбутньому стала композицією Editors. Після завершення коледжу восени 2003 року музиканти переїхали на постійне місце проживання у Бірмінгем.
Протягом наступного року музиканти частково працювали на інших роботах, паралельно займаючись діяльністю в гурті. Завдяки постійним концертам у регіоні Мідлендс їхні імені стали відомі широкому загалу. Гурт представив демо-запис композиції «Bullets», що привернув до них увагу з боку британських лейблів. У жовтні 2004 року було підписано контракт із лейблом «Kitchenware Records». Саме під час роботи над контрактом музиканти змінили назву гурту на Editors.

### The Back Room (2005—2006)
24 січня 2005 року Editors представили дебютний сингл «Bullets», записаний із продюсером Ґевіном Монегеном та виданий обмеженим накладом у 1000 копій на Kitchenware Records. Композицію ще до релізу можна було почути на BBC Radio 1, де вона отримала звання «Сингл тижня».
Реліз наступного синглу «Munich» у квітні того року став для музикантів першою роботою, яка потрапила в британський чарт. Гурт проводить аншлагове турне Великою Британією. У зв'язку із зростаючою популярністю, Editors і Kitchenware підписують ексклюзивний контракт із Sony BMG. Сингл «Blood», який було представлено через 2 місяці, досяг 18 позиції у UK Singles Chart протягом першого тижня із 5 286 проданими копіями. 25 липня 2005 року гурт представив дебютну платівку «The Back Room», яка отримала загальне схвалення та комерційний успіх. Протягом першого тижня альбом піднявся до 13 позиції у британському чарті із 17 627 проданими копіями.
Editors перевидали «Munich» у січні 2006 року, продавши на півтори тисячі копій більше ніж минулого видання. Цей сингл став першим у дискографії гурту, який досяг Top 10 і який потрапив у програму BBC «Top of the Pops». Із цим релізом «The Back Room» також піднявся у чартах, досягнувши 2 позиції у Британії. Додатково було продано 40 000 копій платівки протягом тижня після випуску «Munich» (згодом цей альбом став платиновим). У березні 2006 року альбом було представлено у США на лейблі «The Fader» (35 000 проданих копій протягом 20 тижнів). Гурт отримав запрошення виступити на впливових музичних фестивалях (таки як Coachella і Lollapalooza).
У кінці березня Editors представили композицію «All Sparks» як сингл у Великій Британії, котрий досяг 21 позиції у чарті. Після європейського турне гурт перевидав обмеженим накладом «Blood». Практично одразу після цього продажі платівки «The Back Room» досягли позначки в 1 мільйон копій по всьому світу. Альбом було номіновано на «Mercury Prize». Після виступів на музичних фестивалях по всій Європі гурт розпочинає роботу над своїм наступним альбомом.

### An End Has a Start (2007—2008)
Editors записали свій другий студійний альбом «An End Has a Start» із продюсером Джекніфе Лі на студії Grouse Lodge (Ірландія). Запис платівки розпочався у листопаді 2006 і тривав 2 місяці. Одразу після релізу 25 червня 2007 альбом очолив британський чарт із 59 405 проданими копіями протягом першого тижня. Перед виходом альбому гурт представив сингл «Smokers Outside the Hospital Doors», який увійшов у Top 10 у Британії. Цей сингл став найвищим досягненням гурту на той час у чарті синглів (7 позиція).
Після випуску альбому Editors виступили на багатьох музичних фестивалях (Glastonbury, Oxegen, Lowlands, Pukkelpop та ін.) протягом декількох наступних тижнів, а також вперше провели сольні концерти в Австралії та Новій Зеландії. У вересні гурт презентував заголовну композицію «An End Has a Start» як сингл, реліз якого збігся в часі з їхнім турне Північною Америкою. Editors були запрошені зіграти наживо свої пісні на американських телевізійних шоу (зокрема на Jimmy Kimmel Live! і The Tonight Show із Jay Leno).
Після повернення до Британії гурт записав кавер на композицію «Lullaby» гурту The Cure для збірки «Radio 1 Established 1967», представленої 1 жовтня 2007 року. У листопаді Editors представили «The Racing Rats», третій сингл із альбому. Гурт взяв участь у телепередачі «Friday Night with Jonathan Ross», що допомогло синглу досягти 26 позиції у британському чарті. Сингл також піднявся до 12 позиції у Нідерландах, що стало найвищим показником гурту на той час за межами Британії.
Протягом перших двох місяців 2008 року Editors відіграли 30 концертів туру США та Канадою. У цей час гурт було номіновано на «Brit Awards» у категорії «Найкращий британський гурт». Після цієї номінації музиканти почали отримувати все більш позитивні згадки у медіа. Зокрема, «The Mail on Sunday» назвали Editors другим найкращим британським гуртом 2000-х після «Arctic Monkeys». Один із виступів турне Північною Америкою довелось скасувати, оскільки гурт повинен був повернутись у Лондон для участі в церемонії «Brit Award». Через місяць музиканти анонсували композицію «Push Your Head Towards the Air» як четвертий сингл із An End Has a Start. Цей реліз було представлено обмеженим виданням, через що він не зміг потрапити у чарти. Після цього музиканти провели свій найбільший тур Британією.
У червні було представлено сингл «Bones», доступний лише для цифрового завантаження. Незабаром Editors вперше для себе виступають на головній сцені фестивалю Glastonbury, а також дають 16 концертів під час турне гурту «R.E.M.», паралельно виступаючи на інших фестивалях (зокрема як хедлайнери фестивалю Lowlands у серпні 2008 року).

### In This Light and on This Evening (2009—2010)
Зі слів вокаліста Сміта стало відомо, що новий альбом гурту матиме дещо інше звучання. Станом на січень 2009 року музиканти написали близько 18 нових пісень для альбому. У жовтні гурт вирушив до студії для запису перших демо. Музиканти провели перший тиждень квітня у звукозаписній студій, а 8 квітня представили коротке відео із інформацією про хід запису. Із нього стало відомо, що Марк Елліс стане продюсером альбому. Раніше цього року було сказано, що платівка матиме досить електричне звучання; гурт часто використовував основну тему із «Термінатора» як приклад.
2 червня 2009 року було представлено назву нового альбому — «In This Light and on This Evening», — а також те, що Editors будуть першим гуртом, який зіграє на новій O2 Academy у Бірмінгемі. Елліс, який відомий своїми спільними проектами із такими гуртами як U2, Depeche Mode, The Killers і Erasure, привніс у звучання гурту синтетичні елементи, що відобразилось на досить посередніх оцінках альбому від старих фанів Editors.
Реліз альбому відбувся 12 жовтня 2009 року; платівка одразу очолила британський чарт. Разом із альбомом було представлено сингл «Papillon», який очолив чарт Бельгії і пізніше став золотим у цій країні. Після релізу синглів «You Don't Know Love», «Last Day» і «Eat Raw Meat = Blood Drool», які отримали посередні результати у чартах, було оголошено, що невидана композиція «No Sound But the Wind» буде представлена як саундтрек до фільму «Молодий місяць». Концертний запис цієї пісні Editors представили у континентальній Європі у вересні 2010 року, і цей сингл повторив успіх «Papillon», очоливши чарт Бельгії і отримавши там золоту сертифікацію.
У листопаді 2010 року гурт повідомив про те, що бокс-сет під назвою «Unedited» із 3 альбомами, B-сайдами та раніше невиданими піснями, а також із книжкою із фотографіями, буде представлено на початку 2011 року. До бокс-сету увійшла композиція «No Sound But The Wind», записана гуртом у повному складі, демо-версії «Camera» і «These Streets Are Still Home To Me» і невидана версія «The Weight of the World» під назвою «Every Little Piece».

### The Weight of Your Love (2011—2014)
26 листопада 2010 року Сміт анонсував початок роботи над новим альбомом, продюсером якого знову стане Марк Елліс. У жовтні 2011 року Сміт в ефірі «Q Radio» обговорював нову роботу гурту:
|  | Альбом знову буде досить електронним у порівнянні із нашими ранніми роботами... Це наша четверта платівка і нам не хочеться відчувати, що ми робимо те ж саме знову. |

 22 листопада 2011 року Рассел Літч заявив, що 7 композицій вже готові для запису і що ще більше ідей «плавають навколо», а сам альбом «буде готовий наступного року».
16 квітня 2012 року стало відомо, що Кріс Урбанович покидає гурт у зв'язку із розбіжностями музикантів у майбутньому напрямку гурту. Після відходу Урбановича Editors відіграли свої перші концерти 26 і 27 червня 2012 у рідному Бірмінгемі вже у новому складі: до гурту приєднались Джастін Локі і Еліотт Вільямс. 29 червня вони відіграли сет на фестивалі «Main Square Festival» у Франції, а 30 червня очолили фестиваль «Rock Werchter» у Бельгії. На цих концертах музиканти представили нові версії композицій «Two Hearted Spider» і «The Sting», а також нові пісні «Sugar» і «Nothing».
8 квітня 2013 року Том Сміт заявив, що запис альбому закінчено, а 8 квітня стала відома назва нової роботи — «The Weight of Your Love». Дебютним синглом альбому стала композиція «A Ton of Love», представлена 24 червня 2013 року, а власне реліз альбому відбувся через 4 дні — 28 червня 2013 року.

### In Dream (2014— 2018)
Восени 2014 року Том Сміт підтвердив написання пісень для нового альбому Editors. 20 квітня 2015 року представив нову композицію «No Harm» для безкоштовного завантаження, а 11 травня — офіційне музичне відео до неї на своєму YouTube каналі. 18 червня Editors представили дебютний сингл альбому «Marching Orders». Режисером музичного відео до цієї композиції став Рахі Резвані (як і «No Harm»).
15 липня 2015 року гурт анонсував альбом «In Dream». Це перший альбом гурту, який містить дуети із іншими музикантами. Третій сингл та відео «Life is a Fear» гурт представив на радіо «Apple Music Beats1» 11 серпня 2015 року, а 22 вересня — композицію «The Law», записану дуетом із Рейчелом Госвеллом із гурту «Slowdive».
5 студійний альбом In Dream Editros представили 2 жовтня 2015 року. На підтримку платівки гурт вирушив у турне із 42 концертів, зіграних протягом жовтня — грудня у Великій Британії, Ірландії та Європі. Гурт також відіграв сети на більш ніж 20 фестивалях, включно із Glastonbury, Bråvalla, Rock Werchter. У серпні 2017 року гурт вперше відвідав Україну як хедлайнер фестивалю «Захід».

### Violence (2018—2019)
У кінці 2016 року стало відомо, що Editors розпочали роботу над своєю шостою студійною платівкою. На офіційних ресурсах гурту у соціальних мережах розміщувались фото із студії, де тривала робота над альбомом. 26 жовтня 2017 року стало відомо, що робота над платівкою завершена. Після запису більшості альбому гурт розпочав співпрацю із Бенджаміном Джоном (відомим як Blanck Mass), яка «вилилась» у формі досить неочікуваного зсуву у звучанні відносно оригінальних записів. В одному із інтерв'ю учасники гурту розповіли деталі цієї співпраці:
|  | Одного із продюсерів звати Бенджамін Джон Павер (відомий як Blanck Mass), якому ми відправили наші записи і попросили переробити їх будь-яким чином на його смак... У результаті він представив досить агресивні зміни у програмуванні та настрої платівки, які ми могли застосувати у пісня так, як, на нашу думку, це варто було зробити. Його робота була чудовою, хоча йому і не було відомо, що ми хочемо залишити чи забрати, можливо тому, що вся співпраця була повністю віддаленою і ми жодного разу не зустрічались, і жодного разу не надавали йому вказівок у якому напрямку змінювати пісні. Оригінальний текст (англ.) One [producer] is a guy called Benjamin John Power (aka Blanck Mass), whom we sent our recordings and asked to mangle in any direction he wanted... He came back with some really aggressive programming and powerful mood changes, which we could then incorporate into the songs as we saw fit. He was great as he wasn’t at all precious about what we wanted to keep in or chuck out, maybe partly because we were working completely remotely and never met, and we never gave him any constraints as to where he could take the song. |

Дебютний сингл «Magazine» було представлено 15 січня 2018 року на «BBC Radio 2», а сингл «Hallelujah (So Low)» — 21 лютого 2018 року на «BBC Radio 1». 9 березня 2018 року відбулась офіційна презентація платівки під назвою «Violence»

### Black Gold (2019—2022)
У 2019 році гурт представив свою першу збірку під назвою «Black Gold», до якої увійшло 13 пісень, записаних на різних етапах їхньої кар'єри та три нові пісні: «Black Gold», «Frankenstein» і «Upside Down», продюсером яких став Гаррет «Джекніф» Лі. До делюкс видання збірки увійшло вісім скорочених акустичних версій раніше виданого матеріалу під назвою «Distance: The Acoustic Recordings».

### EBM (2022–донині)
20 квітня 2022 року гурт випустив сингл «Heart Attack» та оголосив, що до колективу приєднається Бенджамін Джон Павер, який раніше вже працював із гуртом над альбомом «Violence». 22 вересня 2022 Editors представили сьомий студійний альбом під назвою «EBM».

## Музичний стиль
Власне звучання дещо похмурої інді-гітарної рок-музики гурту формується під впливом як давніших, так і сучасних музичних колективів. «Editors» заявляли про вплив на свою творчість таких гуртів як: «Echo & the Bunnymen», «Joy Division», «The Strokes», «The Walkmen», «Elbow» та «R.E.M.». Найбільший вплив на музичний стиль гурту здійснили платівки «Asleep in the Back» гурту «Elbow» та «Murmur» гурту «R.E.M.». Незважаючи на те, що медіа часто порівнюють звучання «Editors» із такими гуртами як «Joy Division» і «Echo & the Bunnymen», самі музиканти зазначають, що згадані колективи грали надто давно щоб мати значний вплив на них. ПІсля появи на британській музичній сцені «Editors» часто порівнювали із американським інді гуртом «Interpol».
Дебютний альбом «The Back Room» описували таким, що має досить жорстке та сире звучання, що у підсумку стало відоме під назвою «темне диско», даною журналом «New Musical Express». Це звучання було створено за допомогою синтезаторів, «чіпляючих» гітарних рифів та простих, неоднозначних текстів. Наступна платівка «An End Has a Start» показала прогрес гурту у сторону більш об'ємного звучання, яке було створено за допомогою додавання текстурованих шарів до пісень (наприклад, додавання хору у композиції «Smokers Outside the Hospital Doors» або звуки гри в хованки у композиції «Spiders»).
Вокаліст Том Сміт анонсував, що гурт буде досліджувати новий напрямок звучання у своєму наступному альбомі, домагаючись нового, ще більш сирого звучання. Ця музика була представлена у їхньому третьому альбомі «In This Light and on This Evening» через використання традиційних синтезаторів замість гітар, які гурт використовував у попередніх роботах. Продюсер альбому Марк Елліс також підвищив важливість «вібрацій» у звучанні, що зробило платівку ще більш похмурою ніж попередні дві роботи, намагаючись в той же час досягти такого звуку, ніби це було записано наживо.
Написанням текстів та акордів займається Том Сміт, а повноцінний запис пісні «Editors» — це колективне зусилля. Написання пісні розпочинається із запису Смітом піаніно або акустичної гітари, після чого цей запис надсилається іншим учасникам гурту, де вже опісля перетворюється на повноцінну пісню «Editors». Том зазначав, що він навмисне створює досить неоднозначні тексти, а отже люди можуть робити власні висновки щодо їх значень:
|  | Для нас це досить цікаво, якщо присутня певна темнота. Що б це не було. Щодо текстів, якби я співав про танцполи, веселіші чи більш «рожеві» речі, це не було б справжнім для мене, це не звучало б справжнім для мене. Я не знаю чому так. Люди часто говорять "оу, ти пишеш ці сумні тексти, але ж ти не сумна особа" - так, я не такий... Я не думаю, що вам варто бути сумною людиною для того, щоб писати сумні пісні, у кожного є темна сторона. Оригінальний текст (англ.) To us, it's interesting if it has a darkness. Whatever that is. On the lyric side of things, if I was singing about dancefloors or happier or rosier things, it wouldn't ring true for me. I don't know why that is. People quite often say, 'oh, you write these sad lyrics but you're not a sad person' - and I'm not... I don't think you need to be sad to write a sad song, everybody has a dark side. |

## Учасники гурту
Нинішній склад
- Том Сміт — вокал, гітара, клавішні (2002 — донині)
- Рассел Літч — бас-гітара, синтезатори, бек-вокал (2002 — донині)
- Едвард Лей — ударні, перкусія, бек-вокал (2003 — донині)
- Джастін Локі — гітара (2012 — донині)
- Еліотт Вільямс — клавішні, синтезатори, гітара, бек-вокал (2012 — донині)
- Бенджамін Джон Павер — клавішні, синтезатори, електроніка (2022 — донині)

Колишні учасники
- Джерейнт Оуен — ударні (2002—2003)
- Кріс Урбанович — гітара (2002—2012)

Колишні концертні учасники
- Ніколас Вайлес — клавішні, синтезатори (2014)

## Дискографія
Студійні альбоми
- The Back Room (2005)
- An End Has a Start (2007)
- In This Light and on This Evening (2009)
- The Weight of Your Love (2013)
- In Dream (2015)
- Violence (2018)
- EBM (2022)

Збірки
- Black Gold: Best of Editors (2019)